# Tablion

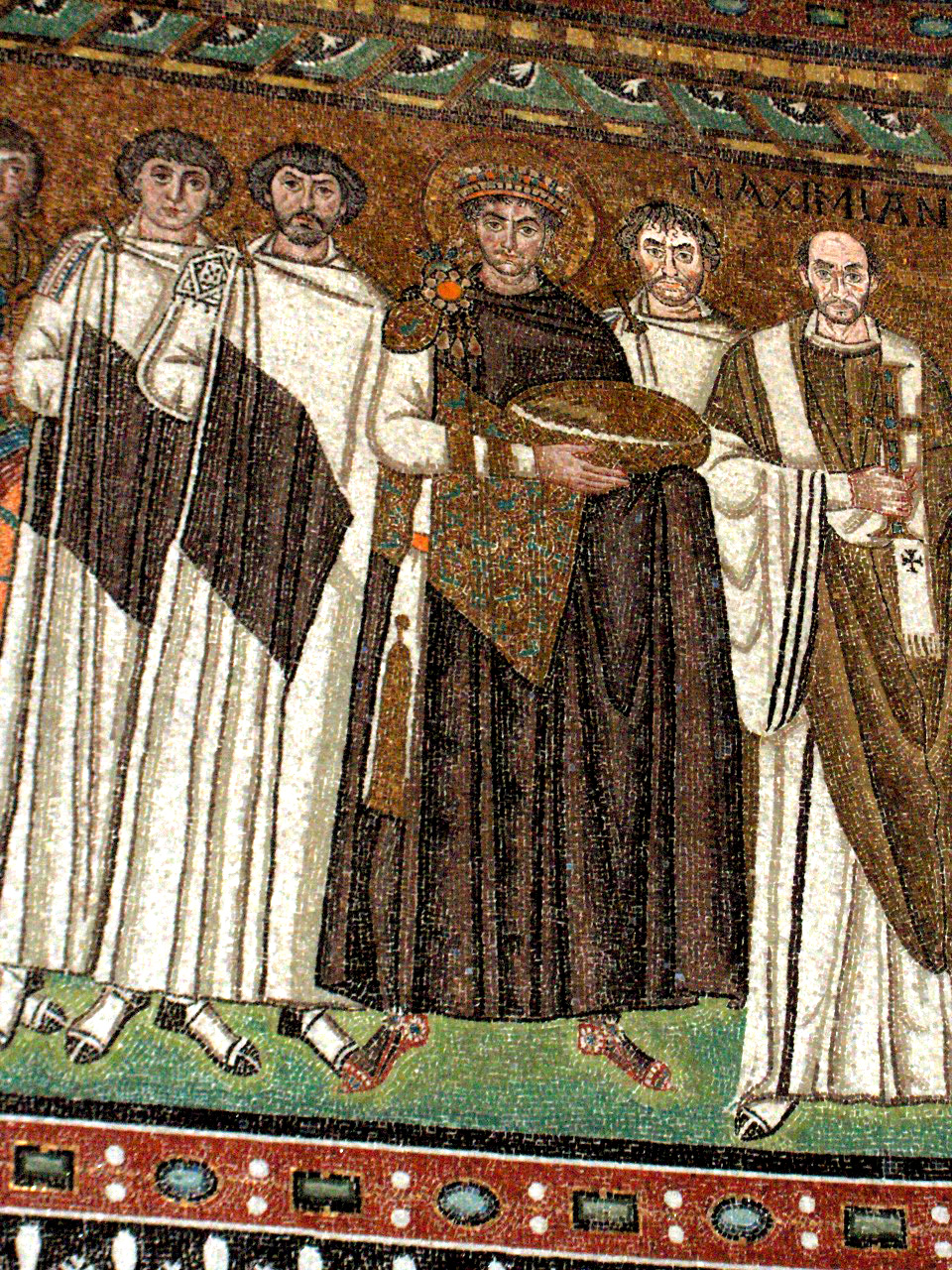
Emperador Justiniano I portando un paludamentum (capa oscura) decorado con un tablion de oro. Basílica de San Vitale en Rávena, Italia.

El tablion es una pieza de la vestimenta del emperador bizantino. Es un panel de oro de forma rectangular que decoraba el Paludamentum que portaba el emperador o altos funcionarios del imperio bizantino.